# Spinning Jenny

Spinning Jenny

Spinning Jenny är en spinnmaskin som uppfanns av James Hargreaves 1764. Till en början kunde åtta trådar spinnas, men så småningom utvecklades maskinen till att kunna spinna 100 trådar samtidigt.

## Etymologi och mytbildning
Spinning Jenny betyder ordagrant "spinnande Jenny", och tros vara en förvrängning eller förkortning av spinning engine, alltså "spinnmaskin". (Det engelska ordet engine uttalas med samma ljud som i det engelska uttalet av Jenny, fast i en annan ordning, och med två n-ljud.)
Namnet Jenny har ibland sagts komma från namnet på uppfinnaren James Hargreaves dotter, men varken hans döttrar eller hans hustru hette Jenny. Till denna namnförklaring har det knutits en berättelse om hur Hargreaves skulle ha kommit på idén till maskinen när hans dotter Jenny råkat ha omkull en gammal "spinnrock".

## Den flygande skytteln
Tidigt på sjuttonhundratalet uppfann engelsmannen John Kay (1704–1764) den flygande skytteln så att vävare kunde producera material mycket snabbare än tidigare. Även om detta löste ett problem, skapade det ett annat: garnet spanns fortfarande för hand, en tråd i taget, och man kunde inte hålla jämna steg med den efterfrågan som skapades av Kays nya vävstol. På grund av den ökande efterfrågan på garn, utfäste Royal Society of Arts ett pris till alla som uppfann en snabbare maskin för att spinna garn. Den första att vinna det priset var James Hargreaves.

## James Hargreaves
Hargreaves växte upp i Lancashire, England, och utbildade sig i handel, snickeri och vävning. Han blev inte en uppfinnare förrän 1740, då han var anställd av en lokal affärsman för att bygga en bättre kardningsmaskin. Några år senare, sägs det, välte Hargreaves av misstag spinnrocken i sitt hem. Eftersom den låg på sidan, märkte Hargreaves att hjulet och axeln fortfarande var i rörelse, även om de hade tippat nittio grader. Det slog honom att en mekanisk spinnmaskin skulle kunna utformas där många spolar, fäst vertikalt och sida vid sida, kunde spinna ett antal trådar från bara ett horisontellt hjul.
Hargreaves började bygga just en sådan maskin år 1754, fjorton år och många prototyper senare var Spinning Jenny komplett. Spinning Jenny var den första maskin som exakt simulerade rörelsearbetet för mänskliga fingrar. Detta var av avgörande betydelse för framgången med maskinen, då det eliminerade behovet av att dra bomullsfibrer för hand. Spinning Jenny hade ett stort hjul som fördelade ut bomull till åtta olika spolar, alltså spinnande åtta trådar samtidigt.
Eftersom designen var i stort sett densamma som en spinnrock, endast åttafaldigt mer effektiv, blev det tillverkade garnet fortfarande knöligt och ojämnt på sina ställen, men det var tillräckligt för vävning av många olika tyger, särskilt när det vävdes samman med trådar av lin. Den var också idealisk för spinning av ulltråd och garn. Till skillnad från många uppfinnare som skulle följa honom, planerade Hargreaves inte att bli rik på sin uppfinning – i själva verket användes de första Spinning Jennies bara i hans eget hem. Men snart drabbades Hargreaves familj av några ekonomiska bakslag, och han var tvungen att sälja några av sina maskiner.

## Protester
Utvecklingen av maskinen ledde till protester och handgripligheter från handspinnare som ansåg att deras framtid var hotad. Vissa spinnare stormade James hus och förstörde Spinning Jenny, men han flyttade bara till en annan stad och snart fanns "Jenny" i 20 000 förbättrade exemplar.
Hans omgivning fruktade den nya maskinen, och trodde att de alla skulle bli arbetslösa. År 1768 bildade de en mobb som rensade Hargreaves hem och förstörde hans Jenny. Förståeligt upprörd flyttade Hargreaves och hans familj till Nottingham. Där ingick han partnerskap med Thomas James, och de två männen öppnade sitt eget bomullsspinneri.

## Andra spinnmaskiner

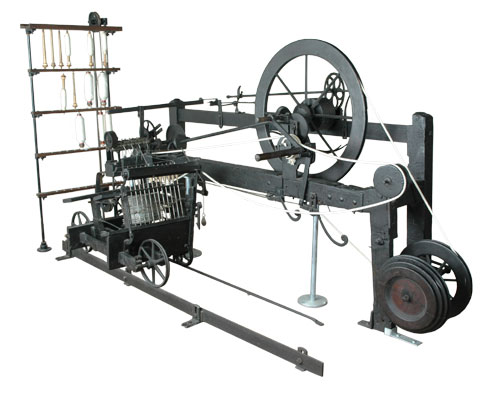
Samuel Cromptons "The Spinning Mule"

År 1769 patenterade Richard Arkwright framgångsrikt sin egen variant av en spinnmaskin. Inspirerad, skaffade Hargreaves rättshjälp för att få hjälp att ta patent på Jenny. Vid det laget hade många av Lancashires väverier kopierat Jennys design olagligt, en överträdelse för vilken Hargreaves sökt upprättelse. Hans fall avslogs dock, när domstolen upptäckte att han hade sålt Jennies i Lancashire några år tidigare.
År 1777 hade Arkwrights maskin nästan helt ersatt Spinning Jenny som Englands mest populära spinnmaskin: garnet det producerade var starkare och smidigare, mycket mer anpassat till behoven hos den nu dominerande strumpindustrin. Hargreaves tog patent på Spinning Jenny, dock var det inte samma modell som han fått avslag för. Det var en modell som spann sexton trådar åt gången. Både Jenny och Arkwrights maskin skulle slutligen ersättas av Samuel Cromptons "the spinning mule".